# Грусенекен, Лаура
Лаура Грусенекен (нидерл. Laura Groeseneken; род. 30 апреля 1990, Лёвен, Бельгия), так же известная под псевдонимом SENNEK — бельгийская певица и автор песен. Представительница Бельгии на Евровидении 2018 с песней «A Matter Of Time».

## Биография
Лаура начала свою карьеру с участия в дабстеп-группе AKS, которая совмещала в себе электро, поп и соул элементы. Преподавала вокал в музыкальном центре Het Depot в своем родном городе Лёвен. В 2014 году выступала вместе с Озарком Генри, принимая участие во многих музыкальных фестивалях. Вместе с Алексом Калье, участником известной бельгийской группы Hooverphonic написала песню «Gravity» для рекламной кампании парфюма от Cacharel. В свое обычное время Лаура работает визуальным мерчандайзером в IKEA.

## Синглы
- 2017 — «Kaleidoscope»
- 2017 — «Butterfly»
- 2018 — «A Matter Of Time»
- 2019 — «Endlessly»